# Euritomídeos

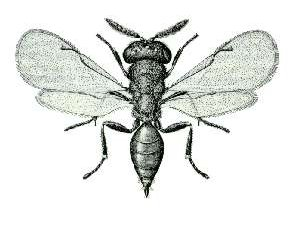
Desenho de uma das espécies de Hymenoptera Eurytomidae, cujo nome cientifico é Bruchophagus roddi

Euritomídeos (Eurytomidae) são uma família de pequenas vespas na superfamília Chalcidoidea, que inclui cerca de 1400 espécies distribuídas em 88 gêneros. No Brasil, estão registradas 86 espécies distribuídas em 23 gêneros, em 3 subfamílias: Eurytominae, Heimbrinae, Rileyinae. São vespas pequenas robustas ou alongadas com 1.4-6.0 mm de comprimento, normalmente pretas, com forte ornamentação no exoesqueleto na forma de pontuações, com abdômen distintamente comprimido e brilhante. São encontradas ao redor do mundo em quase todos habitats.
As larvas de muitas espécies são fitófagas, alimentando-se de caule, sementes e galhas. Outras espécies são parasitóides que geralmente atacam hospedeiros abrigados em tecidos vegetais. Algumas espécies de Eurytoma são consideradas pragas de sementes, como de pistache e girassol. 
Possuem o pronoto, visto dorsalmente, com os lados mais ou menos paralelos, formando um tipo de um pescoço subrectangular; visto de lado, o pronoto tem um formato retangular. As antenas com menos de 13 segmentos. Dimorfismo sexual moderado.